# Сикопохья
Си́копо́хья (фин. Sikopohja) — посёлок в составе Мийнальского сельского поселения Лахденпохского района Республики Карелия.

## Общие сведения
Расположен на юго-восточном берегу озера Сикопохъянлахти.

## Население
| 2002 | 2010 | 2013 |
| ---- | ---- | ---- |
| 5    | ↘0   | →0   |

## Улицы
- ул. Лесная
- ул. Удачная